# Archibald Hay-Drummond, XIII conte di Kinnoull
Archibald FitzRoy George Hay-Drummond, XIII conte di Kinnoull (Inghilterra, 20 giugno 1855 – Hove, 7 febbraio 1916), è stato un nobile e ufficiale britannico.

## Biografia
Era il figlio di George Hay-Drummond, XII conte di Kinnoull, e di sua moglie, Lady Emily Somerset, figlia di Henry Somerset, VII duca di Beaufort.

## Carriera
Nel 1872 entrò nel Royal Perthshire Militia e in seguito si unì al Black Watch, con il quale ha combattuto nel 1882 nella Guerra anglo-egiziana.
Si ritirò dall'esercito nel 1886, e successe al titolo di conte di Kinnoull alla morte del padre nel 1897.
Era un appassionato di musica, tanto che aveva un talento per il canto, suonare e comporre, e in occasione del suo secondo matrimonio compose un inno da cantare all'arrivo della sposa in chiesa.
Era anche un collezionista. Nel 1911 la sua biblioteca fruttò più di £ 2.700 (pari a £ 247.975 nel 2015).

## Matrimoni

### Primo Matrimonio
Sposò, il 13 luglio 1877, Josephine Maria Hawke (?-2 dicembre 1900), figlia di John Hawke. Ebbero un figlio:
- Edmund Alfred Rollo George Hay-Drummond, visconte Dupplin (12 novembre 1879-30 maggio 1903)[2], sposò Gladys Luz Bacon, ebbero un figlio.

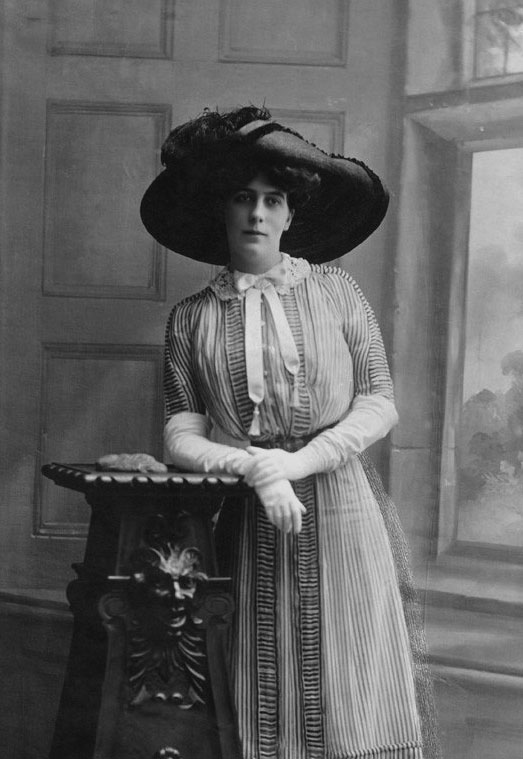
Florence Darell, contessa di Kinnoull, 1910.

La coppia si separò nel 1885.

### Secondo Matrimonio
Sposò, il 24 gennaio 1903, Florence Mary Darell (?-2 luglio 1941), figlia di Edward Darell. Ebbero quattro figli:
- Lady Elizabeth Mary Hay-Drummond (14 dicembre 1903-?), sposò in prime nozze Peter Chappell, ebbero un figlio, e in seconde nozze Douglas Gordon, non ebbero figli;
- Edward Hay-Drummond (29 giugno 1906-?);
- FitzRoy Hay-Drummond (29 giugno 1906-?);
- Lady Margaret Florence Grace Hay-Drummond (2 ottobre 1907-?), sposò Norman D'Arcy, non ebbero figli.

## Ascendenza
|                                                |                                             |                                    | Genitori                                        |  |  | Nonni |  |  | Bisnonni                                 |  |  | Trisnonni           |  |
|                                                |                                             |                                    |                                                 |  |  |       |  |  | Robert Hay-Drummond, X conte di Kinnoull |  |  | Robert Hay-Drummond |  |
|                                                |                                             |                                    |                                                 |  |  |       |  |  | Robert Hay-Drummond, X conte di Kinnoull |  |  | Robert Hay-Drummond |  |
|                                                |                                             | Henrietta Auriol                   |                                                 |  |  |       |  |  | Robert Hay-Drummond, X conte di Kinnoull |  |  |                     |  |
| Thomas Hay-Drummond, XI conte di Kinnoull      |                                             |                                    |                                                 |  |  |       |  |  | Robert Hay-Drummond, X conte di Kinnoull |  |  |                     |  |
|                                                |                                             | Sarah Harley                       | Thomas Harley                                   |  |  |       |  |  |                                          |  |  |                     |  |
|                                                |                                             | Sarah Harley                       | Thomas Harley                                   |  |  |       |  |  |                                          |  |  |                     |  |
|                                                |                                             | Sarah Harley                       | Anne Bangham                                    |  |  |       |  |  |                                          |  |  |                     |  |
| George Hay-Drummond, XII conte di Kinnoull     |                                             | Sarah Harley                       |                                                 |  |  |       |  |  |                                          |  |  |                     |  |
|                                                |                                             | Charles Rowley, I baronetto        | Joshua Rowley, I baronetto                      |  |  |       |  |  |                                          |  |  |                     |  |
|                                                |                                             | Charles Rowley, I baronetto        | Joshua Rowley, I baronetto                      |  |  |       |  |  |                                          |  |  |                     |  |
|                                                |                                             | Charles Rowley, I baronetto        | Sarah Burton                                    |  |  |       |  |  |                                          |  |  |                     |  |
| Louisa Burton Rowley                           |                                             | Charles Rowley, I baronetto        |                                                 |  |  |       |  |  |                                          |  |  |                     |  |
|                                                |                                             | Elizabeth King                     | Richard King, I baronetto                       |  |  |       |  |  |                                          |  |  |                     |  |
|                                                |                                             | Elizabeth King                     | Richard King, I baronetto                       |  |  |       |  |  |                                          |  |  |                     |  |
|                                                |                                             | Elizabeth King                     | Susannah Margaretta Coker                       |  |  |       |  |  |                                          |  |  |                     |  |
| Archibald Hay-Drummond, XIII conte di Kinnoull |                                             | Elizabeth King                     |                                                 |  |  |       |  |  |                                          |  |  |                     |  |
|                                                | Henry Charles Somerset, VI duca di Beaufort | Henry Somerset, V duca di Beaufort |                                                 |  |  |       |  |  |                                          |  |  |                     |  |
|                                                | Henry Charles Somerset, VI duca di Beaufort | Henry Somerset, V duca di Beaufort |                                                 |  |  |       |  |  |                                          |  |  |                     |  |
|                                                | Henry Charles Somerset, VI duca di Beaufort | Elizabeth Boscawen                 |                                                 |  |  |       |  |  |                                          |  |  |                     |  |
| Henry Somerset, VII duca di Beaufort           | Henry Charles Somerset, VI duca di Beaufort |                                    |                                                 |  |  |       |  |  |                                          |  |  |                     |  |
|                                                |                                             | Charlotte Sophia Leveson-Gower     | Granville Leveson-Gower, I marchese di Stafford |  |  |       |  |  |                                          |  |  |                     |  |
|                                                |                                             | Charlotte Sophia Leveson-Gower     | Granville Leveson-Gower, I marchese di Stafford |  |  |       |  |  |                                          |  |  |                     |  |
|                                                |                                             | Charlotte Sophia Leveson-Gower     | Susanna Stewart                                 |  |  |       |  |  |                                          |  |  |                     |  |
| Emily Somerset                                 |                                             | Charlotte Sophia Leveson-Gower     |                                                 |  |  |       |  |  |                                          |  |  |                     |  |
|                                                |                                             | Charles Culling Smith              | Charles Smith                                   |  |  |       |  |  |                                          |  |  |                     |  |
|                                                |                                             | Charles Culling Smith              | Charles Smith                                   |  |  |       |  |  |                                          |  |  |                     |  |
|                                                |                                             | Charles Culling Smith              | Zabier Charlotte Law                            |  |  |       |  |  |                                          |  |  |                     |  |
| Emily Frances Smith                            |                                             | Charles Culling Smith              |                                                 |  |  |       |  |  |                                          |  |  |                     |  |
|                                                |                                             | Anne Wesley                        | Garret Wesley, I conte di Mornington            |  |  |       |  |  |                                          |  |  |                     |  |
|                                                |                                             | Anne Wesley                        | Garret Wesley, I conte di Mornington            |  |  |       |  |  |                                          |  |  |                     |  |
|                                                |                                             | Anne Wesley                        | Anne Hill-Trevor                                |  |  |       |  |  |                                          |  |  |                     |  |
|                                                |                                             | Anne Wesley                        |                                                 |  |  |       |  |  |                                          |  |  |                     |  |